# Санкање на Зимским олимпијским играма 2014 — мушки двосед
Такмичење у санкању за мушкарце у дубл конкуренцији на Зимским олимпијским играма 2014. у Сочију одржат ће се 12. фебруара 2014. на леденој стази Санки у близини Краснаје Пољане.
На такмичењу учествује 20 тимова из 13 земаља, а олимпијску титулу брани аустријски двојац Андреас Лингер и Волфганг Лингер.

## Освајачи медаља
|  | Резултат |  | Резултат |  | Резултат |
|  |          |  |          |  |          |
|  |          |  |          |  |          |

## Учесници
На такмичењу учествује укупно 40 такмичара распоређених у 20 екипа из 13 земаља. Број квота по земљама и списак учесника одређен је на основу пласмана на ранг листама светског купа. Максималан број екипа по земљи је две, а максималан број учесничких квота има 7 земаља, док преосталих 6 земаља има по једну учесничку квоту. Румунија је добила специјалну учесничку квоту како би могла да наступи и у екипној конкуренцији, а једно додатно место добила је и екипа Казахстана на основу пласмана на ранг листама светског купа. 
| - Андреас Лингер & Волфганг Лингер (AUT) - Петер Пенц & Георг Фишлер (AUT) - Тристан Вокер & Џастин Снит (CAN) - Лукаш Брож & Антоњин Брож (CZE) - Тони Егерт & Саша Бенекен (GER) - Тобијас Вендл & Тобијас Арлт (GER) - Кристијан Оберштолц & Патрик Грубер (ITA) - Лудвиг Рајдер & Патрик Растнер (ITA) - Иван Макивчук & Јуриј Веселов (KAZ) - Оскарс Гудрамовичс & Петерис Калњинш (LAT) | - Андрис Шицс & Јурис Шицс (LAT) - Патрик Пореба & Карол Микрут (POL) - Николае Совајала & Александру Теодореску (ROU) - Александар Денисјев & Владислав Антонов (RUS) - Владислав Јужаков & Владимир Махнутин (RUS) - марек Солчански & Карол Стухлак (SVK) - Маријан Земањик & Јозеф Петрулак (SVK) - Александар Оболончик & Роман Захаркив (UKR) - Метју Мортенсен & Престон Грифол (USA) - Кристијан Никам & Џејсон Тердиман (USA) |

## Резултати
| Пласман | Број | Санкаш | НОК | Трка 1 | Трка 2 | Укупно време | Заостатак |
| ------- | ---- | ------ | --- | ------ | ------ | ------------ | --------- |
|         |      |        |     |        |        |              | 0.000     |
|         |      |        |     |        |        |              |           |
|         |      |        |     |        |        |              |           |
| 4.      |      |        |     |        |        |              |           |